# دانیل اسپرول
دانیل اسپرول (انگلیسی: Daniel Sproule؛ زادهٔ ۲۵ ژانویهٔ ۱۹۷۴) بازیکن هاکی روی چمن اهل استرالیا است.